# Code Noir

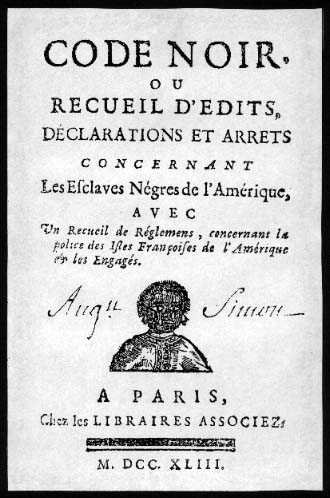
Code Noir, edición de 1742.

El Code Noir (pronunciación en francés: /kɔd nwaʁ/, Código Negro) fue un decreto aprobado originalmente por el rey de Francia, Luis XIV, en 1685. Definía las condiciones de esclavitud en el imperio colonial francés, restringía las actividades de los negros libres, prohibía el ejercicio de cualquier religión que no fuese el catolicismo, y ordenaba la salida de todos los judíos en las colonias francesas. 
El Code Noir gobernó a muchos afrodescendientes en una esclavitud a menudo dura, pero no alivió la brutalidad de esta en muchas áreas bajo el control francés. En algunas áreas resultó en un mayor porcentaje de negros como personas libres que en el sistema británico (13.2% en Louisiana comparado con 0.8% en Mississippi). Los liberados fueron puestos bajo restricciones, pero en promedio estaban excepcionalmente alfabetizados, y un número significativo de ellos poseía negocios, propiedades e incluso esclavos.
Ha sido descrito por Tyler Stovall como "uno de los documentos oficiales más extensos sobre raza, esclavitud y libertad jamás elaborado en Europa".

## Orígenes
En su análisis de 1987 sobre la importancia del Código Noir, Louis Sala-Molins afirmó que sus dos objetivos principales eran afirmar la soberanía francesa en sus colonias y asegurar el futuro de la economía de plantación de caña de azúcar. El centro de estos objetivos era el control de la trata de esclavos. El Código tenía como objetivo proporcionar un marco legal para la esclavitud, establecer protocolos que rigiesen las condiciones de los habitantes coloniales y poner fin al tráfico ilegal de esclavos. La moral religiosa también regía su elaboración; fue en parte el resultado de la influencia de líderes católicos que llegaron a Martinica entre 1673 y 1685. 
El Código fue una de las muchas leyes inspiradas por Jean-Baptiste Colbert, quien comenzó a preparar la primera versión. Después de su muerte en 1683, su hijo, el marqués de Seignelay, completó el documento. Fue ratificado por Louis XIV y adoptado por el consejo soberano de Saint-Domingue en 1687 después de ser rechazado por el parlamento. Luego se aplicó en las Indias Occidentales en 1687, Guyana en 1704, Reunión en 1723 y Luisiana en 1724. La segunda versión fue aprobada por Louis XV, de 13 años, en 1724. 
En Canadá, la esclavitud recibió una base legal del rey desde 1689-1709. El Código no estaba destinado ni aplicado en la colonia canadiense de Nueva Francia. En Canadá, nunca hubo legislación para regular la esclavitud, sin duda debido al pequeño número de esclavos. Sin embargo, el intendente Raudot emitió una ordenanza en 1709 que legalizó la esclavitud.

## Contexto
En ese momento en el Caribe, los judíos eran principalmente activos en las colonias holandesas, por lo que su presencia fue vista como una influencia holandesa desagradable en la vida colonial francesa. Además, la mayoría de la población en las colonias francesas eran esclavos. Los propietarios de plantaciones gobernaban en gran medida sus tierras y propiedades en ausencia, y los trabajadores subordinados dictaban el funcionamiento diario de las plantaciones. Debido a su enorme población, además de las duras condiciones que enfrentan los esclavos (por ejemplo, Saint Domingue ha sido descrita como una de las colonias más brutalmente eficientes de la época), las revueltas de esclavos a pequeña escala eran comunes. A pesar de algunas disposiciones bien intencionadas, el Código Noir nunca se hizo cumplir de manera efectiva o estricta, en particular con respecto a la protección de los esclavos y las limitaciones al castigo corporal.

## Resumen

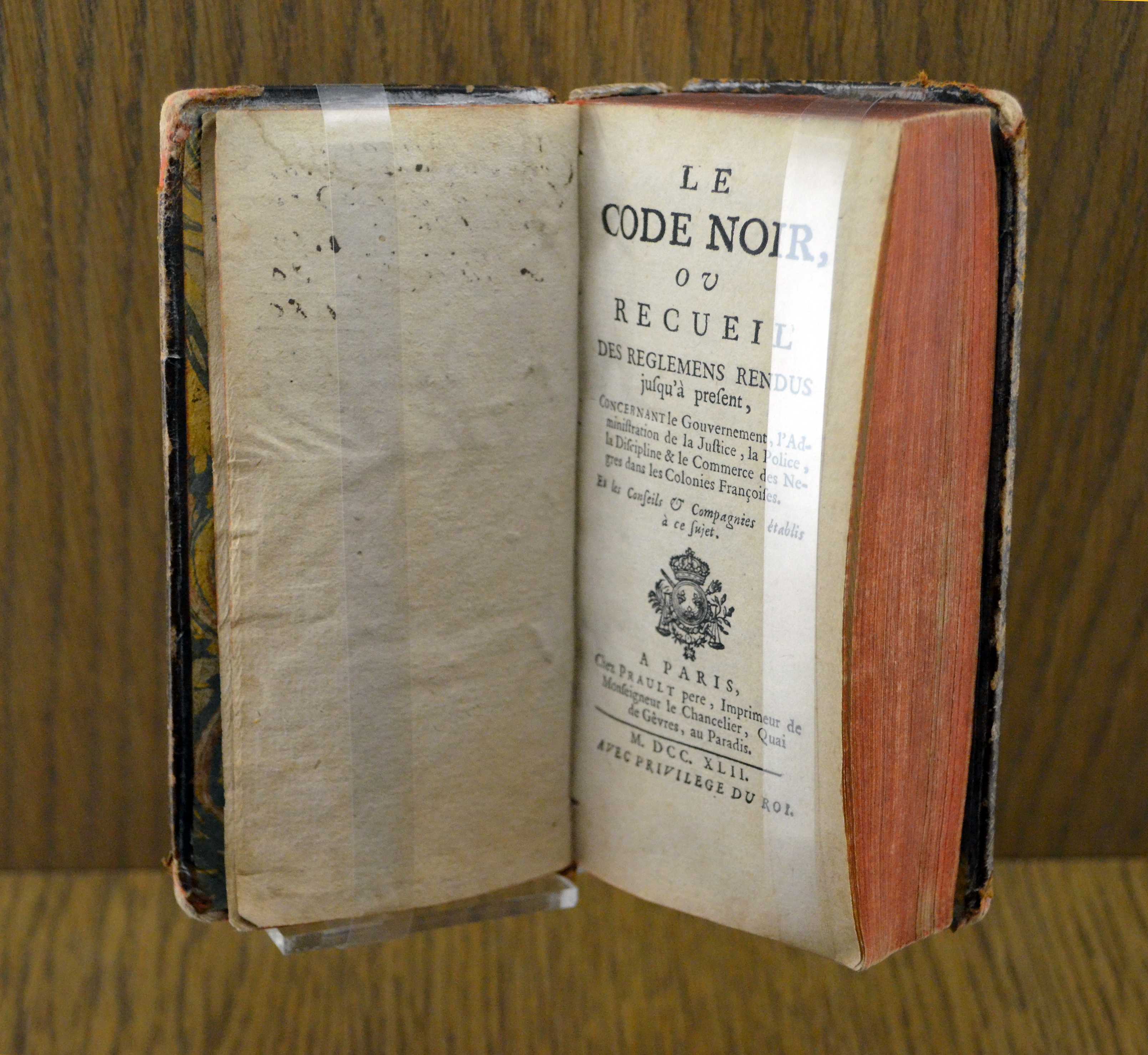
Código Noir de 1742, Museo de historia de Nantes

En 60 artículos, el documento especificaba lo siguiente: 

### Sobre religión
- Los judíos no pueden residir en las colonias francesas (art. 1)
- Los esclavos deben ser bautizados en la Iglesia católica (art. 2)
- El ejercicio público de cualquier religión que no sea el catolicismo estaba prohibido; los amos que lo permitan o toleren por sus esclavos también podrían ser castigados (art. 3)
- Solo se reconocen los matrimonios católicos (art. 8)

### Sobre las relaciones sexuales y matrimonio.
- Hijos entre una esclava y un hombre libre:
  - Si el padre no estuviera casado, debería casarse con la concubina esclava, liberándola a ella y a sus hijos de la esclavitud.[7]
  - De lo contrario, el castigo sería una multa tanto para el padre como para el amo de la esclava. La multa sería de 2000 libras de azúcar (art. 9)
  - Si el padre fuera el amo de la esclava, además de la multa, ella y los hijos resultantes serían retirados de su propiedad, pero no liberados (art. 9)
- Las bodas entre esclavos requieren estrictamente el permiso de los amos (art. 10) pero también requieren el consentimiento de los esclavos (art. 11)
- Los niños nacidos entre esclavos casados también eran esclavos, pertenecientes a la maestra esclava (art. 12)
- Los hijos de un esclavo y una mujer libre eran libres; los hijos entre una esclava y un hombre libre eran esclavos (art. 13)

### Prohibiciones
- Los esclavos no deben portar armas, excepto con el permiso de sus amos para cazar (art. 15)
- Los esclavos pertenecientes a diferentes amos no deben reunirse en ningún momento bajo ninguna circunstancia (art. 16)
- Los esclavos no deben vender caña de azúcar, incluso con el permiso de sus amos (art. 18)
- Los esclavos no deben vender ninguna otra mercancía sin el permiso de sus amos (art. 19 - 21)
- Los amos deben dar comida (cantidades especificadas) y ropa a sus esclavos, incluso a aquellos que estaban enfermos o viejos (art. 22-27)
- (poco claro) Los esclavos podían testificar pero solo para información (art. 30-32)
- Sería ejecutado un esclavo que golpeara a su amo, su esposa, amante o hijos (art. 33)
- Un marido y una esposa esclavos y sus hijos prepúberes bajo el mismo amo no se venderían por separado (art. 47)

### Castigos
- Los esclavos fugitivos ausentes durante un mes deben tener las orejas cortadas y ser marcados. Durante otro mes, se les cortarían los isquiotibiales y se los volvería a marcar. Por tercera vez serían ejecutados (art. 38)
- Los negros libres que albergaban esclavos fugitivos serían golpeados por el dueño del esclavo y multados con 300 libras de azúcar por día de refugio dado; otras personas libres que albergaran esclavos fugitivos recibirían una multa de 10 libras por día (art. 39)
- (poco claro) Un maestro que acusó falsamente a un esclavo de un crimen y lo mató sería multado. (art. 40)
- Los amos pueden encadenar y golpear a los esclavos, pero no pueden torturarlos ni mutilarlos (art. 42)
- Los amos que mataron a sus esclavos serán castigados (art. 43)
- Los esclavos eran propiedad de la comunidad y no podían ser hipotecados, y debían dividirse en partes iguales entre los herederos del amo, pero podían usarse como pago en caso de deuda o quiebra, y de otra manera venderse (artículos 44-46, 48-54)

### Libertad
- Los amos de esclavos de 20 años de edad (25 años sin permiso de los padres) pueden liberar a sus esclavos (art. 55)
- Los esclavos que fueron declarados legatarios únicos por sus amos, o nombrados como ejecutores de sus testamentos, o tutores de sus hijos, deben ser retenidos y considerados como esclavos liberados (art. 56)
- Los esclavos liberados eran súbditos franceses, incluso si habían nacido en otro lugar (art. 57)
- Los esclavos liberados tenían los mismos derechos que los sujetos coloniales franceses (art. 58,59)
- Las tarifas y multas pagadas con respecto al Código Noir deben ir a la administración real, pero un tercio será asignado al hospital local (art. 60)

## Derogación del Código Negro en 2025
El 10 de mayo de 2025, con motivo del Día Nacional en Memoria de la Trata de Esclavos, la Esclavitud y su Abolición, el primer ministro francés, François Bayrou, prometió abolir el Código Negro sobre la esclavitud.